# August Krogh Instituttet
August Krogh Instituttet udgør en del af Københavns Universitets videnskabelige fakultet. Instituttets primære forskningsområde vedrører fysiologi og biokemi, i undervisningsmæssig henseende biologi.
Instituttets hjemsted er August Krogh-bygningen nær Institute of Computer Science i Universitetsparken. Bygningen og instituttet er opkaldt efter fysiologen August Krogh.